# 傑米斯頓

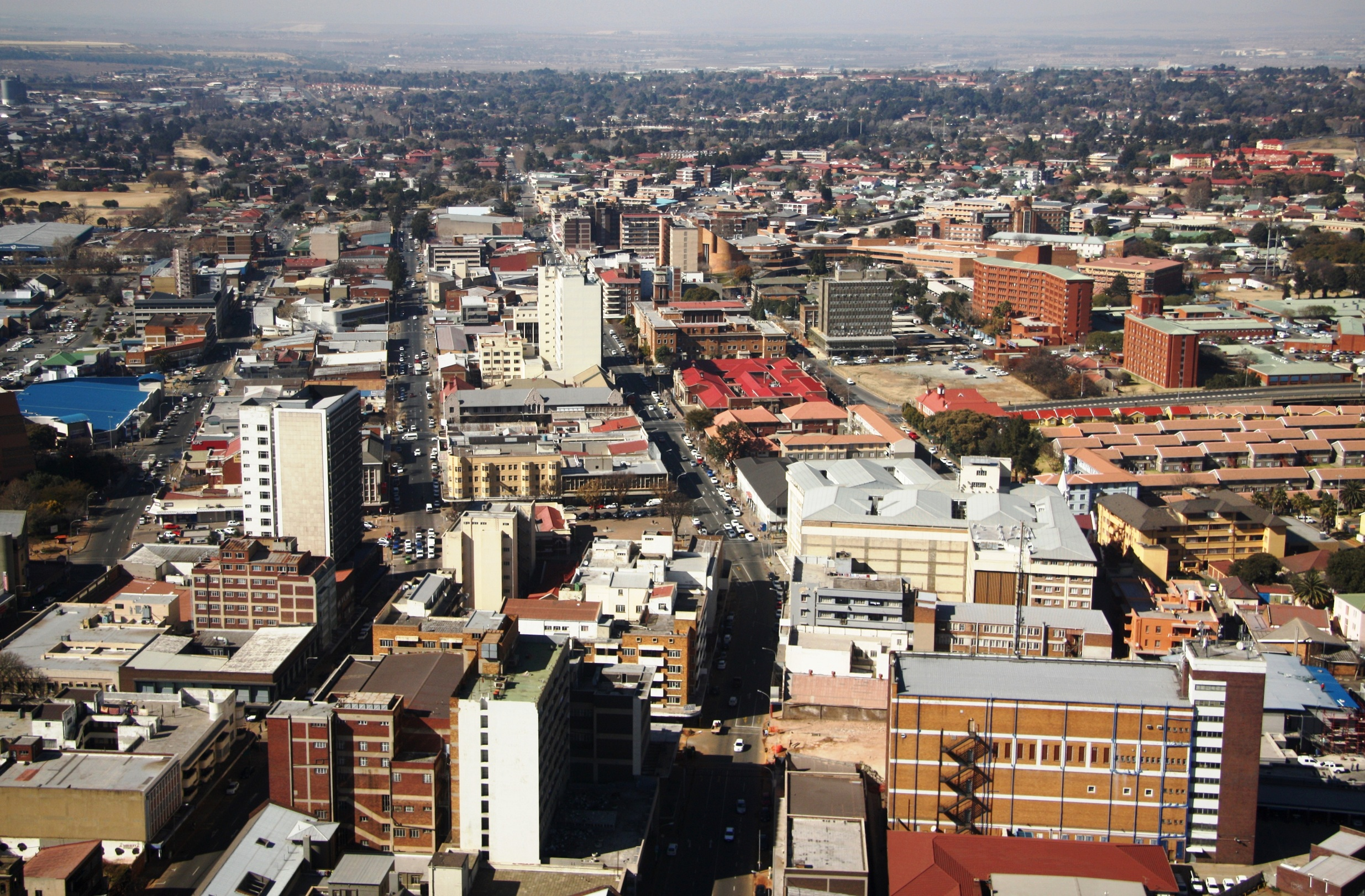

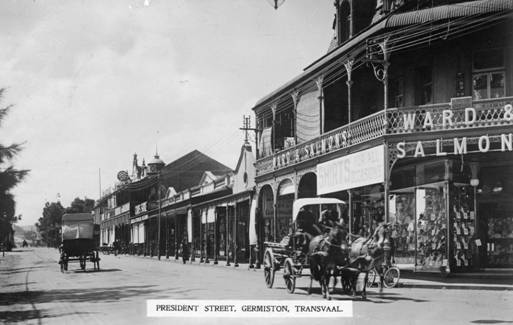

傑米斯頓是南非的城市，位於該國東北部，由豪登省負責管轄，距離約翰內斯堡10公里，始建於1886年，面積129.14平方公里，2001年人口139,719，人口密度每平方公里1,100人。